# 黒石迩守
黒石 迩守（くろいし にかみ、1988年 -）は、日本のSF作家。千葉県市川市出身、現在も千葉県在住。

## 経歴・人物
東洋高等学校卒。東京情報大学情報システム学科卒。現在プログラマーとして勤務する会社員。
2010年頃から自らのサイト「矛盾でふらぐ。」で同人小説を発表し、同コンテンツを同人誌として頒布し始めた。2011年末ごろより、小説投稿サイト「小説家になろう」で活動を開始。2015年8月、同サイトに投稿していた「ヒュレーの海」を星海社FICTIONS新人賞に投稿するも落選。翌2016年3月、「ヒュレーの海」を改めて第4回ハヤカワSFコンテストに投稿。同年10月、「ヒュレーの海」がコンテストで〈優秀賞〉に選出されデビューに至った。

## 作品リスト

### 単行本
- 『ヒュレーの海』 ハヤカワ文庫JA、2016年11月 (表紙イラスト：Jakub Rozalski)

### 寄稿

#### 小説作品
- 「ヒュレーの海」： 優秀賞受賞作一部先行掲載（「受賞の言葉」併録）: 『S-Fマガジン』2016年12月号 早川書房 掲載
- 「くすんだ言語」：『伊藤計劃トリビュート 2』早川書房編集部編（ハヤカワ文庫JA、2017年1月）収録
  - 後に『新しい世界を生きるための14のSF』伴名練編（ハヤカワ文庫JA、2022年6月）に採録。
- 「意識の繭」 : 『AIとSF 2』日本SF作家クラブ編（ハヤカワ文庫JA、2024年11月）収録

#### エッセイ
- 「2017年のわたし」 ： 『SFが読みたい! 2017年版』（S‐Fマガジン編集部、早川書房、2017年2月9日）
- 「2018年のわたし」 ： 『SFが読みたい! 2018年版』（S‐Fマガジン編集部、早川書房、2018年2月9日）
- 「2019年のわたし」 : 『SFが読みたい! 2019年版』（S‐Fマガジン編集部、早川書房、2019年2月8日）
- 「2020年のわたし」 ： 『SFが読みたい! 2020年版』（S‐Fマガジン編集部、早川書房、2020年2月10日）
- 「2025年のわたし」 : 『SFが読みたい! 2025年版』（S‐Fマガジン編集部、早川書房、2025年2月13日）